# مسجد البحر
مسجد البحر أشهر وأجمل مساجد دمياط ويقع على الضفة الشرقية للنيل وقد تم تجديده للمرة الأولى عام 1009 هجرية في عهد الحكم العثماني وبنى على مساحة 1200 م2 على الطراز الأندلسي ثم أعيد تجديده وبناءه للمرة الثانية على الطراز الأندلسي أيضاً عام 1967 وجدرانه مزينة بأروع النقوش الإسلامية وله خمس قباب ومئذنتان وملحق به مكتبة ثقافية ودينية وقد أعيد ترميمه سنة 1997م وأفتتح ليلة الإسراء والمعراج عام 1418هـ

## معرض صور

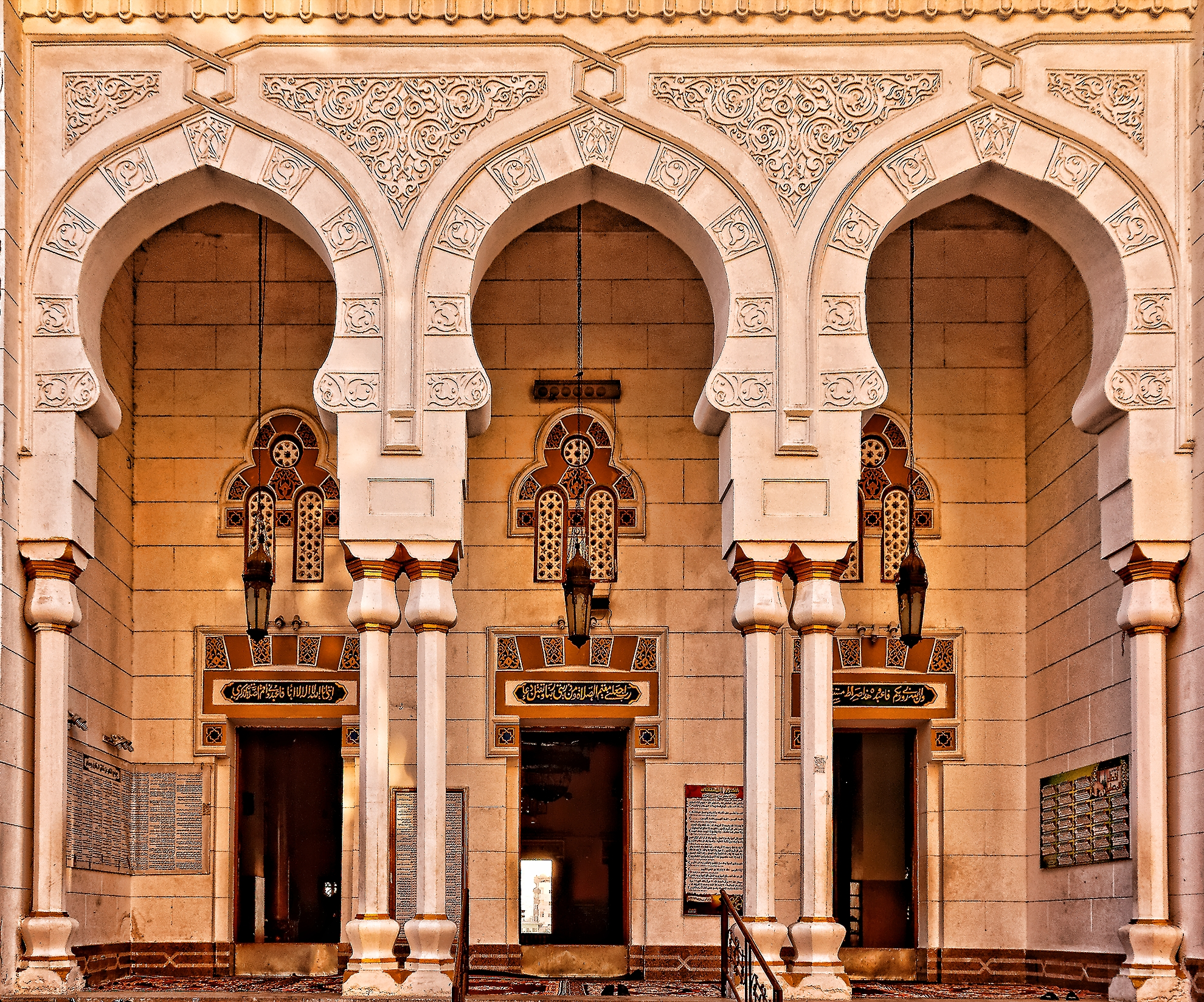
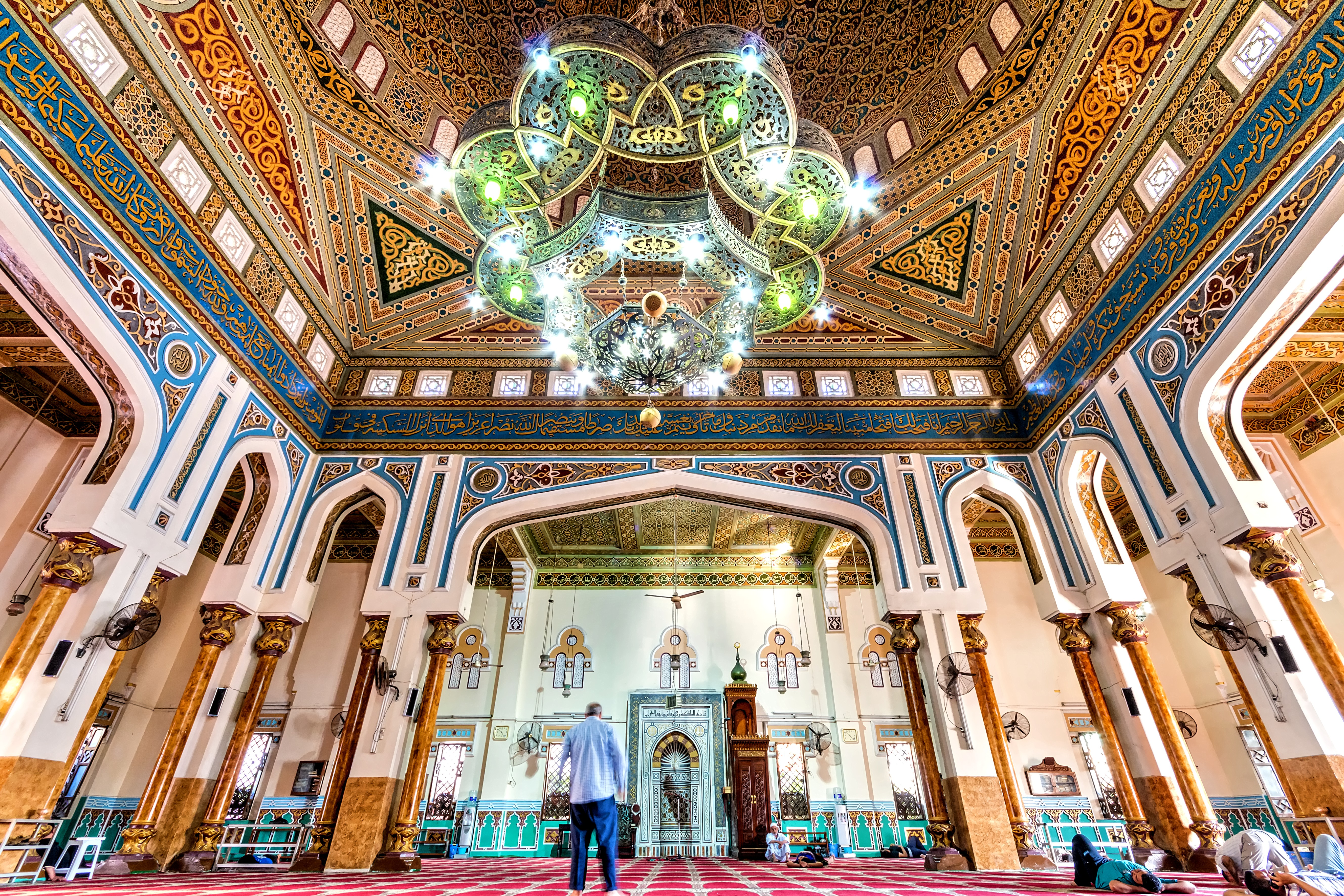
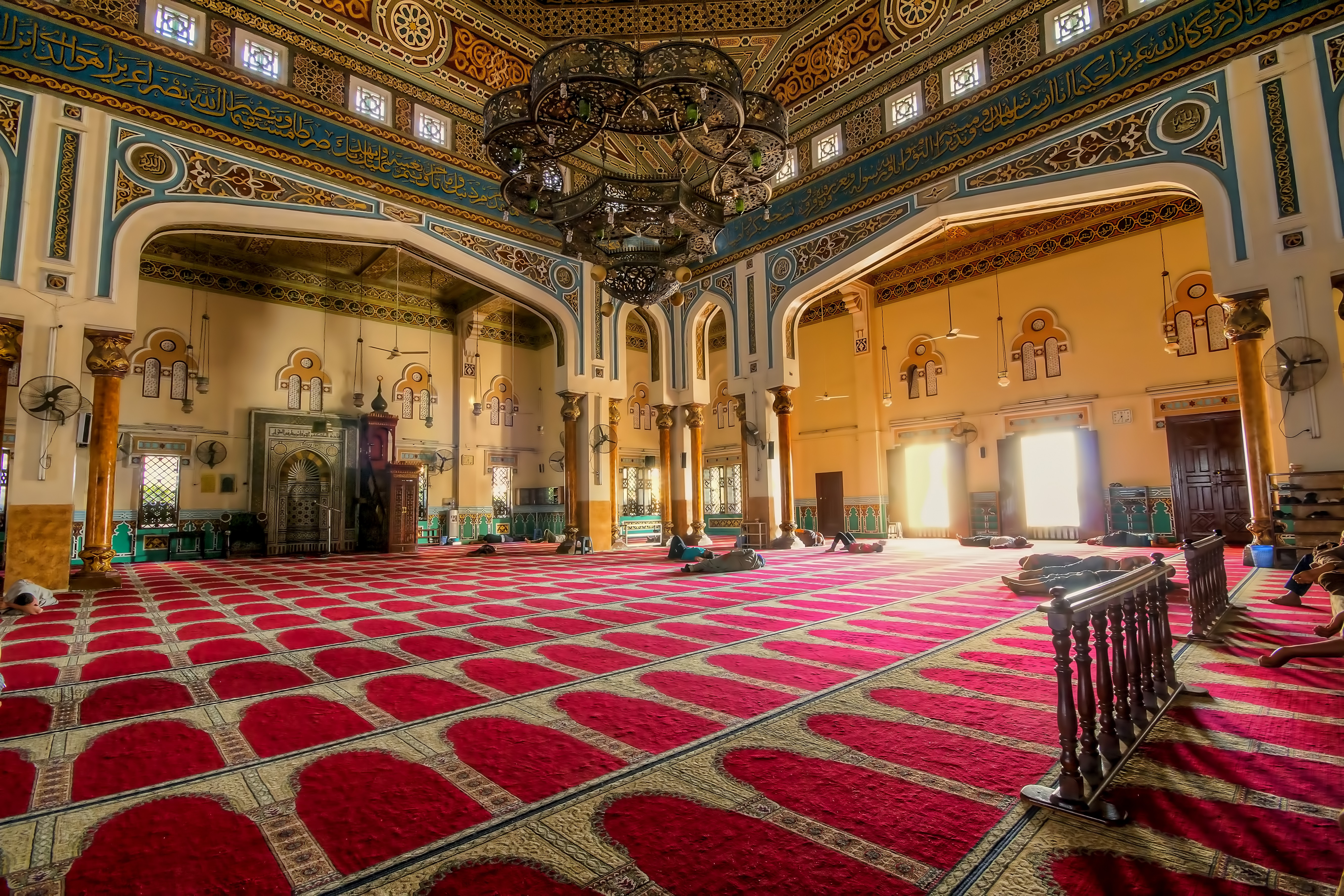
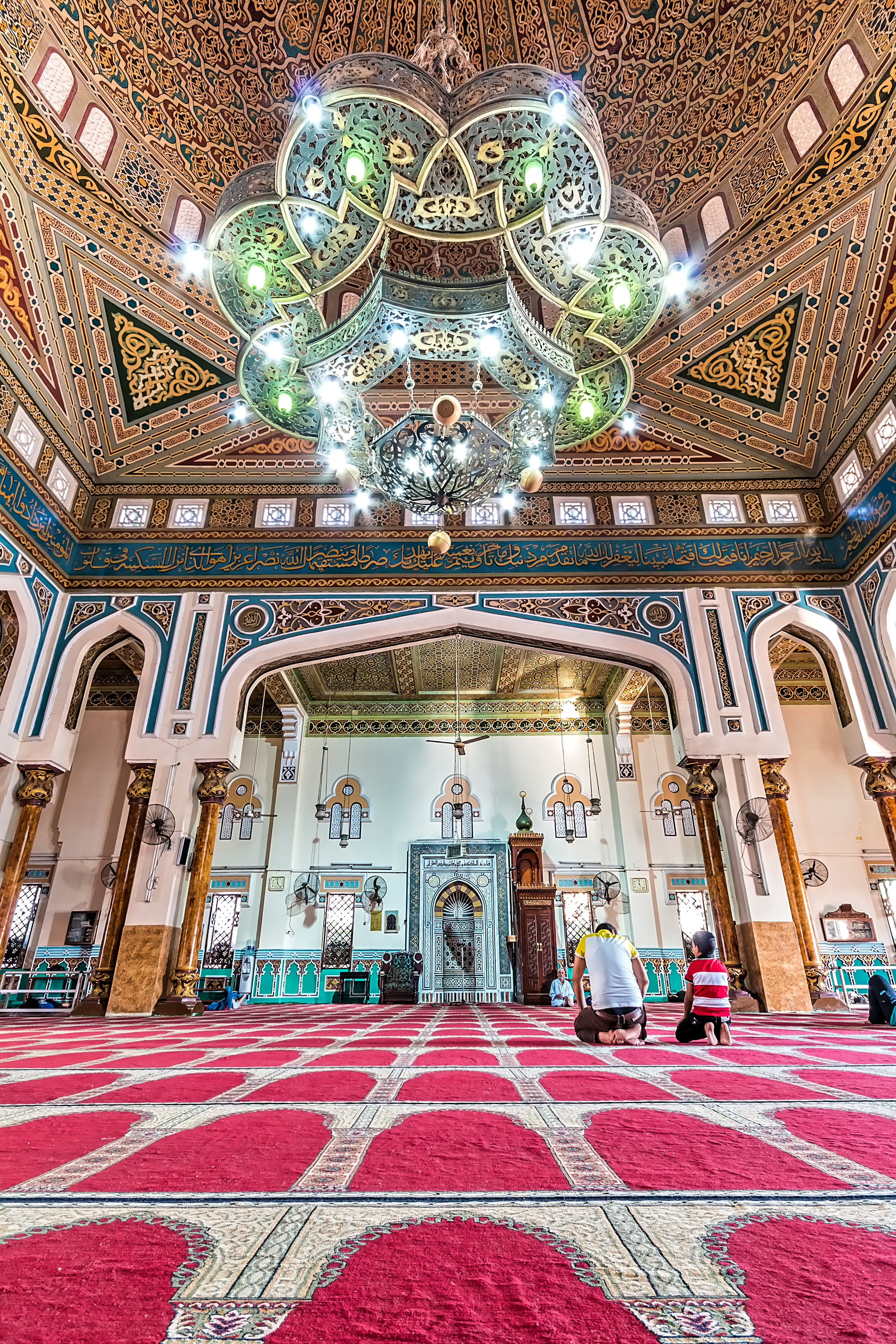
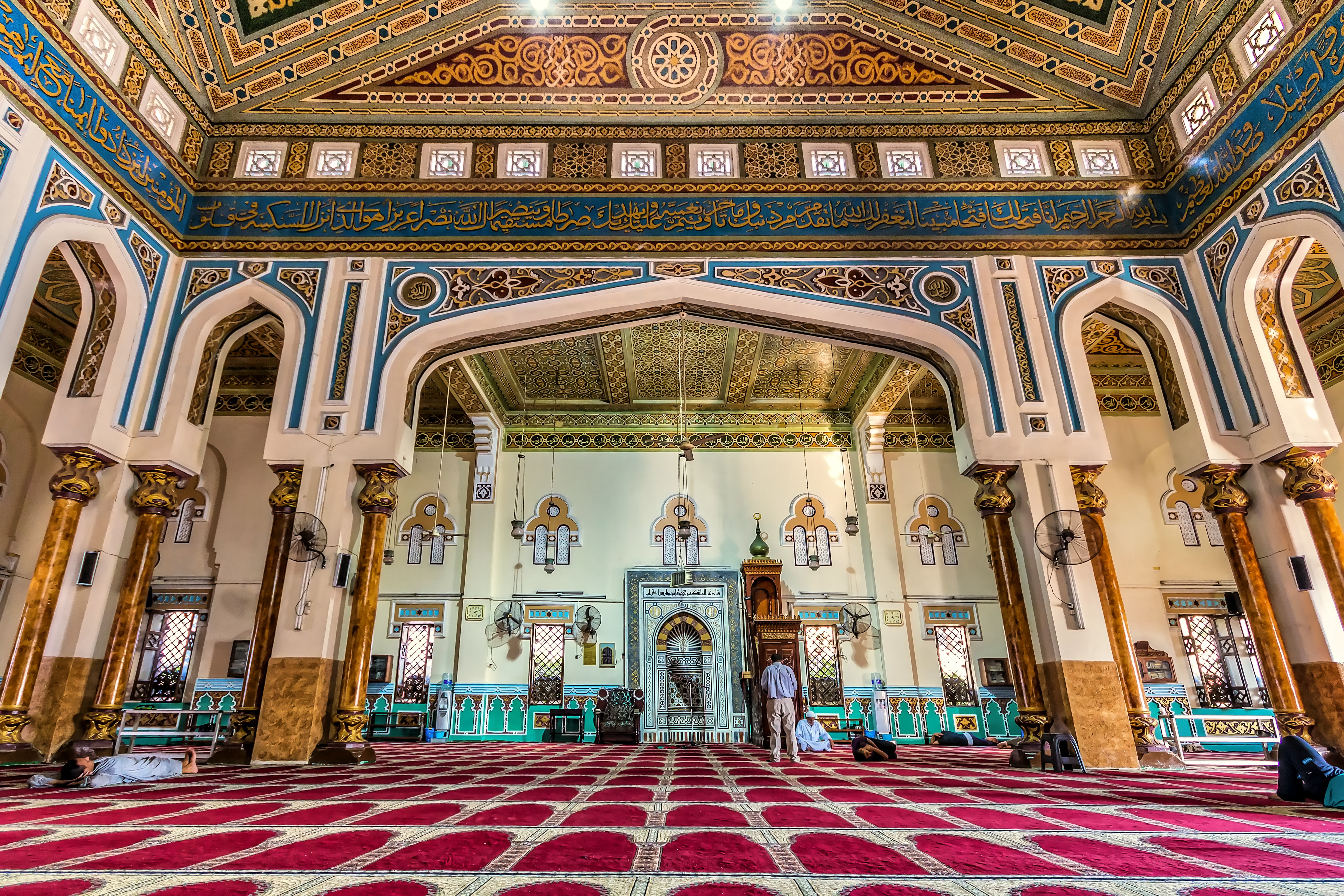
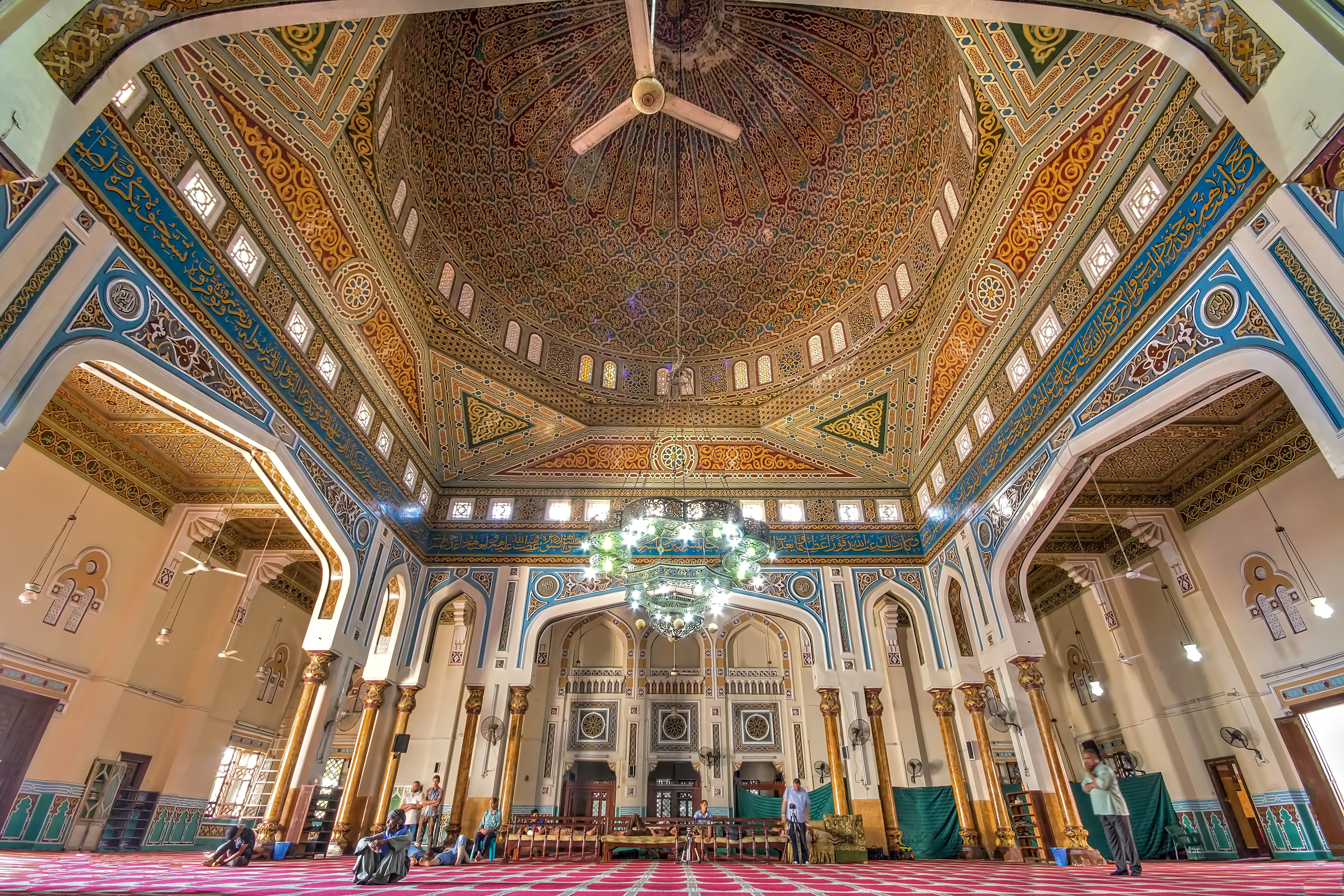
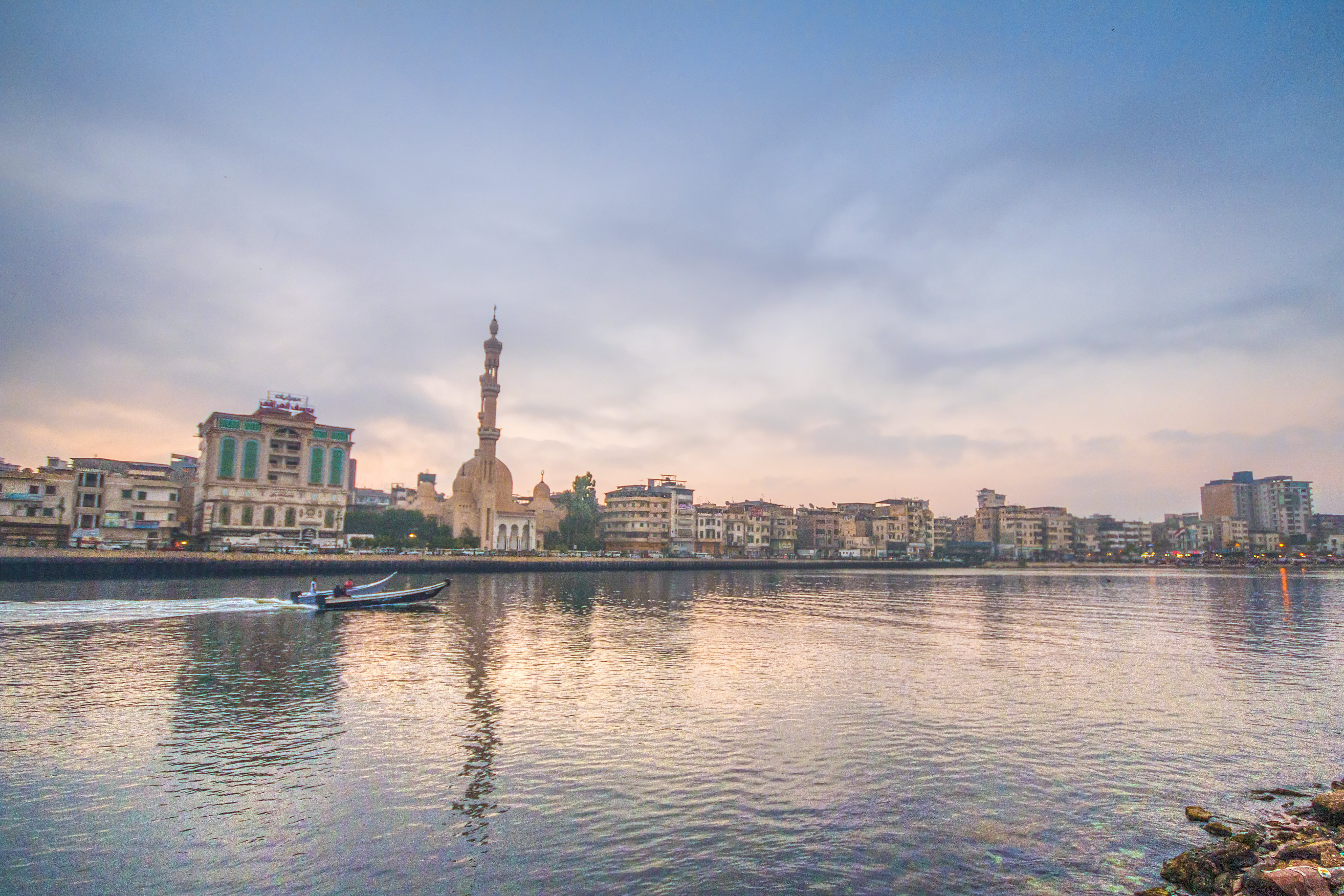
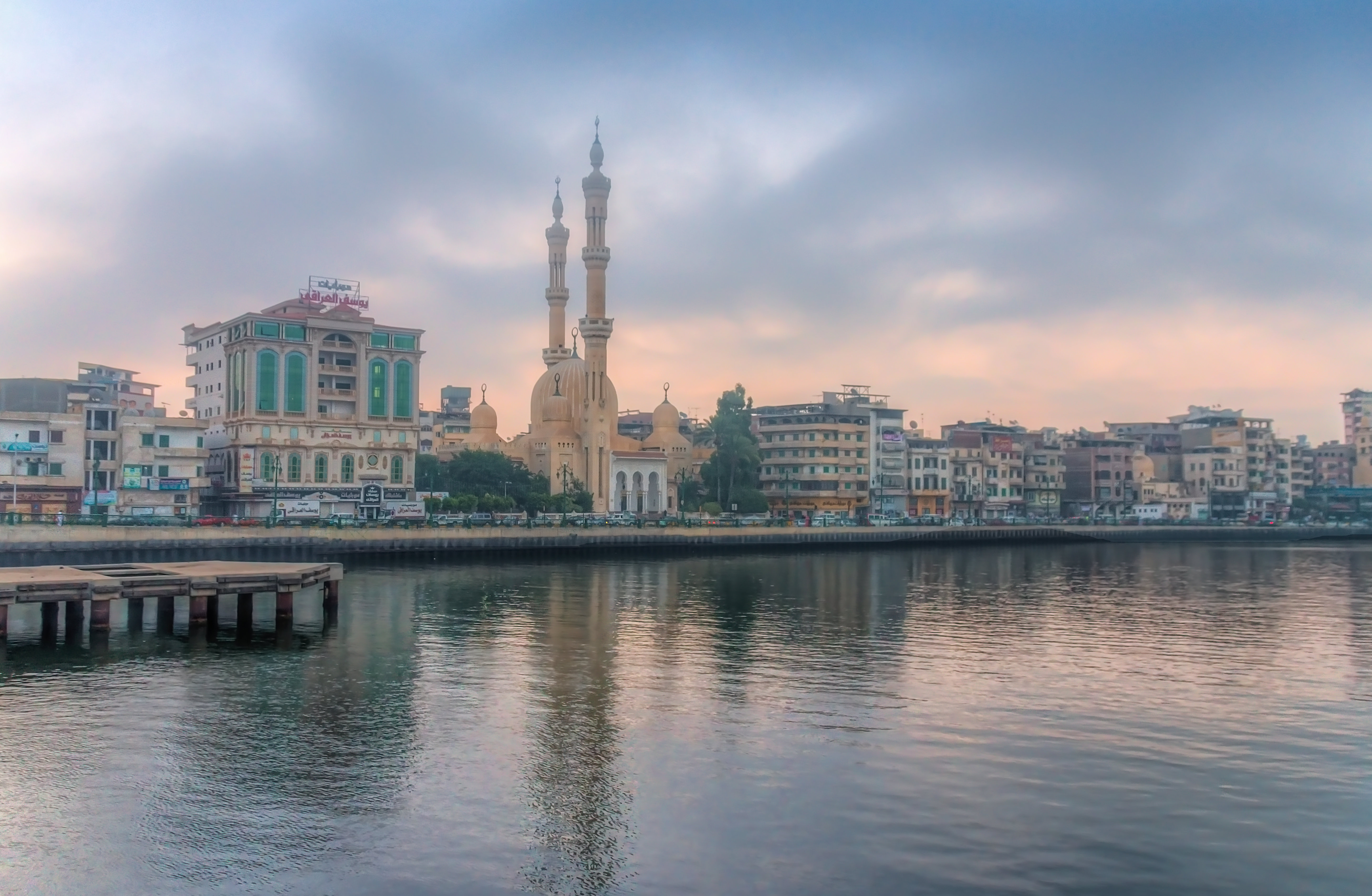
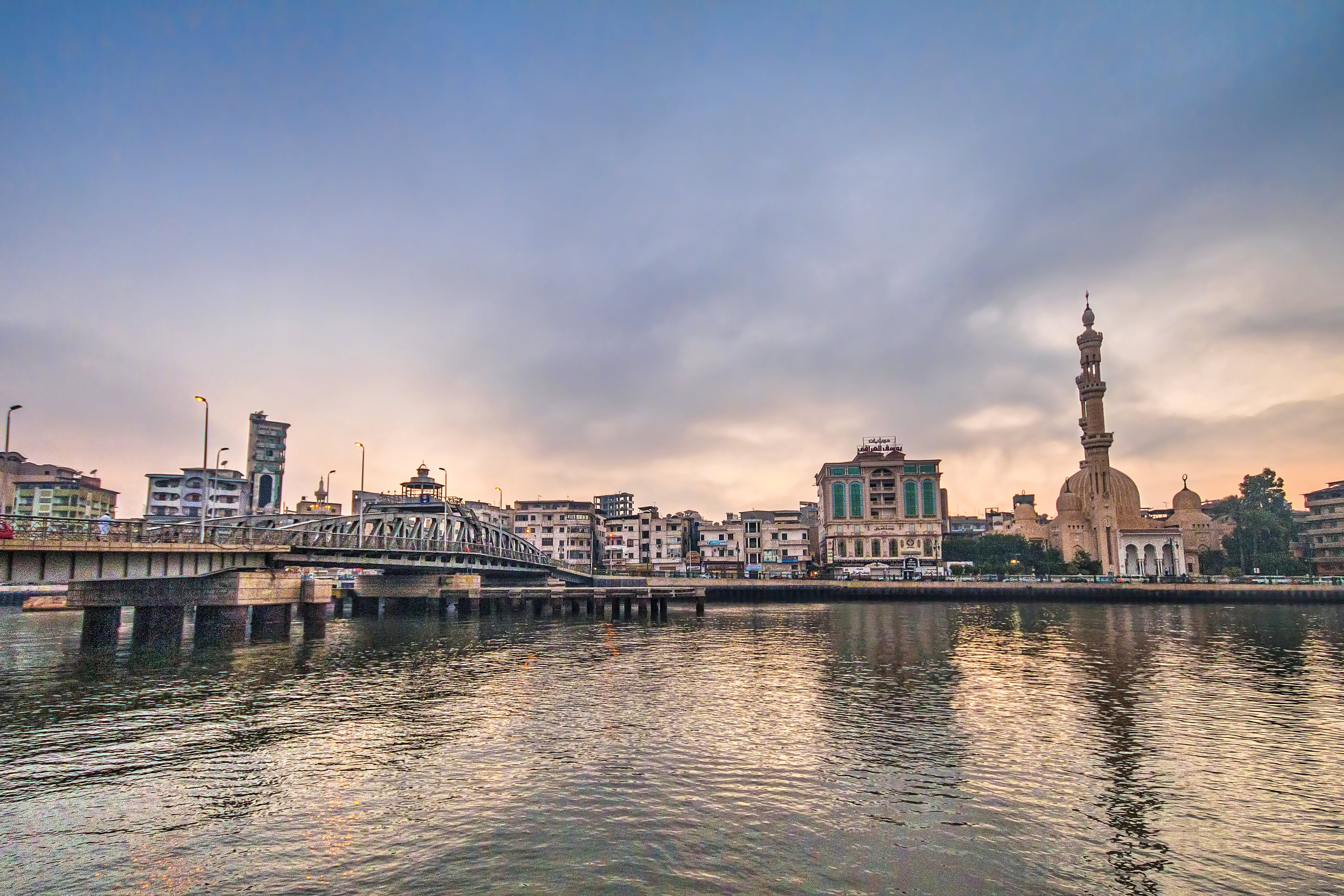